# William Lyons
Sir William Lyons (4 de septiembre de 1901 - 8 de febrero de 1985), conocido como "Míster Jaguar", fue un industrial automovilístico británico. Entusiasta de las motocicletas, fundó en 1922 con su amigo William Walmsley la Swallow Sidecar Company, que se convirtió después de la Segunda Guerra Mundial en Jaguar Cars Limited, empresa que dirigió hasta su jubilación en 1972.

## Primeros años y carrera
Lyons nació en Blackpool, hijo del inmigrante irlandés William Lyons, dueño de una tienda de instrumentos musicales, y de su esposa Minnie Barcroft, hija del propietario de un molino. Después de asistir a la Arnold School, Lyons fue aprendiz mecánico en Crossley Motors, en Mánchester, donde también estudió en la escuela técnica. Dejó Crossley en 1919 para trabajar como vendedor en el concesionario Sunbeam "Brown y Mallalieu" en Blackpool.

## Motos
En 1921, Lyons conoció a William Walmsley, quien estaba transformando motocicletas excedentes del ejército para su uso civil y también construía sidecares. Lyons admiraba los sidecares y compró uno. Ambos jóvenes obtuvieron de sus padres una garantía bancaria sustancial de 500 libras cada uno para comenzar sus negocios. Sus planes se retrasaron porque Lyons todavía no tenía la edad legal necesaria para ser titular de un negocio, pero nada más cumplir 21 años, formó una sociedad con Walmsley. Se llamaba Swallow Sidecars y tenía por entonces una plantilla de "tres hombres y un niño". La compañía fabricaba sidecares con un cuidado estilo, pero a partir de 1927 aumentaron la producción de automóviles de bajo costo carrozados por la empresa, especialmente el Austin Seven Swallow que la fábrica de Blackpool producía a un ritmo de doce por semana.
Tras varias traslados a instalaciones cada vez más grandes en Blackpool, en 1928, Lyons trasladó la compañía (y su familia) a Coventry. Su hogar familiar era Woodside, Gibbet Hill, en la periferia de la ciudad. La producción aumentó al carrozado de 50 coches a la semana. En 1931, comenzaron a vender el modelo SS1, y en 1933 se cambió el nombre de la compañía a SS Cars Ltd. Al año siguiente, William Walmsley dejó la empresa.

## Jaguar

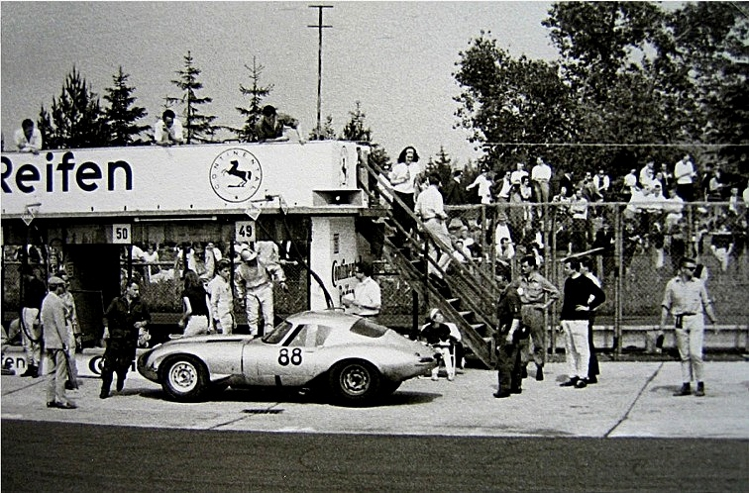
Jaguar E-Type en Nürburgring

El primer modelo Jaguar se lanzó en 1935. Después de la Segunda Guerra Mundial, Lyons cambiaría el nombre de la empresa a Jaguar para evitar las desafortunadas connotaciones con las "Schutzstaffel" (las SS del régimen nazi alemán). La empresa Armstrong Siddeley le permitió a Lyons usar el nombre de Jaguar (previamente utilizado en su exitosa gama de motores de avión), tal era la camaradería de la industria automotriz en ese momento.
Durante la Guerra, la producción de vehículos se transformó para dedicarse a la fabricación y reparación de aviones, pero continuó el desarrollo de la ingeniería automovilística. Se llevaron a cabo algunos proyectos militares secretos, pero lo más importante para el futuro de la compañía fue la participación de Lyons y de su equipo de ingeniería en el diseño de un nuevo motor, que impulsó su visión de un automóvil deportivo producido en serie. El motor XK se completó en 1948 y se lanzó en un (supuestamente) concepto de automóvil deportivo único para llamar la atención. Esta idea tuvo mucho más éxito de lo previsto y  tanto el motor como el coche se convirtieron en una sensación de la noche a la mañana a nivel mundial. El motor XK impulsó todos los Jaguar hasta que la introducción de la serie 3 E Type supuso la aparición del motor Jaguar V12 en 1971, mientras que el XJ6 continuó en producción hasta 1992 con la versión de 4.2 litros del motor XK. El deportivo, el XK120, también entró en plena producción y dio lugar a una serie de modelos que atrajeron la atención del público (y fueron rentables). Esto a su vez impulsó el éxito deportivo internacional de la marca (especialmente en Le Mans) y ayudó a poner el nombre de Jaguar Cars y Coventry en el mapa del mundo. Pero el enfoque principal de Lyons estaba en las berlinas, que continuó desarrollando hasta su último y más orgulloso logro, el XJ6 de 1968.
Durante su etapa como director gerente de Jaguar, el comportamiento de Lyons podría ser descrito como "autocrático", y mantuvo un estricto control sobre la compañía. Se dice que las reuniones del consejo fueron muy escasas hasta los años sesenta. Lyons era el responsable directo del estilo de cada nuevo modelo introducido (aunque el tipo C, el tipo D, el tipo E y el XJ-S fueron diseñados por Malcolm Sayer). Esto en sí mismo es un hecho extraordinario, puesto que Lyons no era un dibujante especialmente dotado, y plasmaba sus diseños principalmente utilizando modelos tridimensionales a gran escala, ajustados continuamente por artesanos que trabajaban a sus órdenes. Sin duda, otra de sus grandes habilidades fue elegir el equipo altamente cualificado que le sería fiel durante tanto tiempo. William Heynes, Claude Bailey, Walter Hassan, Harry Mundy, Harry Weslake y muchos otros contribuyeron a crear un potente equipo de ingeniería.

## Años posteriores
En 1956, Lyons fue nombrado caballero por sus servicios a la industria británica y por el excelente desempeño exportador de la compañía. En 1966, buscando el fortalecimiento global de la industria del automóvil británica, Jaguar se fusionó con la British Motor Corporation (BMC) para formar British Motor Holdings, que luego sería absorbida por British Leyland. Desafortunadamente, los últimos años de Lyons antes de retirarse como director general a finales de 1967, mientras permanecía como presidente, supusieron una constante batalla perdida para intentar conservar la identidad y la independencia de su empresa, y especialmente de su departamento de ingeniería. Se retiró por completo a Wappenbury Hall en 1972, para dedicarse a jugar al golf, viajar, cultivar un huerto y mantener el ganado premiado de las ovejas Suffolk y Jersey en sus fincas en Wappenbury. Su salud declinó con bastante rapidez tras jubilarse, y ya no pudo ver la recuperación de la independencia de Jaguar dirigida  por John Egan, que tuvo lugar después de su muerte. A pesar de esto, Lyons se mantuvo como asesor de Jaguar hasta poco antes de su muerte, y había participado en el diseño del Jaguar XJS y del Jaguar XJ40 durante su retiro.

## Familia
Lyons se casó con Greta Brown en 1924. Tuvieron tres hijos; Patricia (n. 1927), John Michael (1930-1955) y Mary (n. 1937). Patricia se casó con el distribuidor de Jaguar Leeds y piloto de rallies Ian Appleyard, y fue su copiloto en muchos rallies internacionales desde 1951 hasta 1956, principalmente en un XK120, incluida la Copa de los Alpes, que ganó tres veces. No tuvieron hijos. Patricia se volvió a casar en 1962 y tuvo dos hijos con su segundo marido, Norbert Quinn; Michael Quinn y Jane Quinn. John Michael sirvió brevemente en REME, y luego se unió a Jaguar como aprendiz, pero murió en un accidente de carretera en Francia conduciendo en la carrera de las 24 Horas de Le Mans de 1955. Mary se casó con Guy Rimell (hijo del exitoso entrenador de caballos de carreras Fred Rimell) y tuvo tres hijos; Katie, Tom y Mark. Sir William y Lady Lyons tuvieron un retiro activo y feliz con sus queridos perros, Sally, Peppie y Buttons.

## Muerte
Lyons murió el 8 de febrero de 1985 en Wappenbury Hall, su hogar en Royal Leamington Spa, Warwickshire, a la edad de 83 años. Su esposa Greta, Lady Lyons, murió el año siguiente; ambos fueron enterrados en el cementerio de San Juan Bautista, cerca de su hogar.